# CF Torreón
A Club de Fútbol Torreón egy megszűnt mexikói labdarúgócsapat, amelynek otthona Coahuila állam egyik legnagyobb városa, Torreón volt. Története során 6 szezon idejéig az első osztályú bajnokságban is szerepelt, legjobb eredménye egy alapszakaszbeli 2. helyezés, ami után a rájátszásban nyolcadik lett, illetve az 1970-es kupában egy ezüstérem.

## Története
A klubot 1959-ben hozták létre spanyolországi származású alapítói Club Campesinos Cataluña néven, két évvel később ez a név Torreón–Cataluñára, majd 1964-ben Diablos Blancos de Torreónra változott. Első edzőjük Marcelino Gené volt. Először az 1959–1960-as kupában szerepeltek, a másodosztályú bajnoksághoz egy évvel később csatlakoztak. Első mezük sárga színű volt piros csíkokkal, kék nadrággal és zoknival.
1968-ban és 1969-ben a szintén torreóni CF Laguna és a CF Torreón sporttörténelmet írt Mexikóban: korábban soha nem fordult még elő olyan, hogy két egymást követő évben egy város két csapata is feljusson a másodosztályból az elsőbe. Igaz, hogy ezután egyik együttes sem szerepelt túl sikeresen, de a városba nagy focilázt hoztak el, és izgalmas rangadókat játszottak egymással. A CF Torreón 1970-ben 8. helyezést ért el, de ennél jobbat ezután sem sikerült soha, sőt, 1972-ben és 1973-ban is annyira hátul végzett a tabellán, hogy ráadásmérkőzéseket kellett játszaniuk a többi hátul végzett csapattal, hogy eldöntsék, melyikük esik ki a másodosztályba. Ezeket a megmérettetéseket a Torreón sikerrel vette: 1972-ben az Irapuato ellen nyertek 1–0-ra, egy évvel később pedig a Pachucát verték két mérkőzésen 3–1-es összesítéssel. Az 1974-es szezon végén ugyan a pályán elért eredmények alapján bent maradtak volna az első osztályban, de a CD Universidad de Guadalajara felvásárolta őket.

## Bajnoki eredményei
A csapat első osztályú szereplése során az alábbi eredményeket érte el:

### A régi rendszerben
| Év        | Helyezés |
| --------- | -------- |
| 1969–1970 | 15. hely |

### A rájátszásos rendszerben
| Év          | Alapszakasz-helyezés | Eredmény a rájátszásban |
| ----------- | -------------------- | ----------------------- |
| México 1970 | 2. hely              | 8. hely                 |
| 1970–1971   | 13. hely             |                         |
| 1971–1972   | 16. hely             |                         |
| 1972–1973   | 16. hely             |                         |
| 1973–1974   | 14. hely             |                         |